# پرده بکارت مصنوعی
پرده بکارت مصنوعی با هدف شبیه‌سازی پرده بکارت سالم ساخته شده‌است.

## نحوه استفاده
این محصول از ماده‌ای ساخته شده‌است که وقتی داخل واژن قرار گیرد به دیوارهٔ واژن می‌چسبد و به‌طور موقت ظاهر یک پردهٔ بکارت سالم را ایجاد می‌کند که وقتی به داخل فشار داده شود مایع قرمز رنگی شبیه خون از واژن خارج خواهد شد.

## بحث‌ها
سفارش پرده بکارت مصنوعی در اینترنت به خرده فروشان چینی در مصر خشم سیاستمداران بنیادگرایی را که خواستار ممنوعیت محصول شده بوند، برانگیخت.
ادامهٔ بحث‌ها به دامنه زدن این محصول به بدفهمی کهنهٔ مفهوم باکرگی می‌پردازد. جامعهٔ پزشکی می‌گوید که همهٔ زنان با پردهٔ بکارت به دنیا نمی‌آیند و آنها که با پردهٔ بکارت به دنیا می‌آیند هم لزوماً در هنگام رابطهٔ جنسی خونریزی نمی‌کنند.